# Kurier der Zeit

Kurier der Zeit – Bibel in Zeitungsform Logo

Der Kurier der Zeit ist ein biblisches Magazin in Zeitungsform, das Geschichten aus dem Neuen Testament der Bibel enthält. Wie eine übliche Tageszeitung ist sie in Rubriken, wie etwa Nachrichten, Wirtschaft, Lokales, Sport, Besser Leben und ein Magazin, aufgegliedert. Zeitgemäße Schlagzeilen und Intros leiten in den darauffolgenden biblischen Text (Übersetzung: BasisBibel / Deutsche Bibelgesellschaft) über.
Zudem sind manche der Artikel mit Kommentaren versehen. Zu den Gast-Autoren gehören Pfarrer und Pastoren, wie der evangelische Gemeindepfarrer David Brunner, Schriftsteller/-innen, wie die Schweizer Bestseller-Autorin und klinische Sexologin Veronika Schmidt, der ehemalige stellvertretende Chefredakteur der BILD-Zeitung Daniel Böcking und der Mentalitäts-Trainer aus dem Profi-Fußballsport David Kadel, u. v. m.

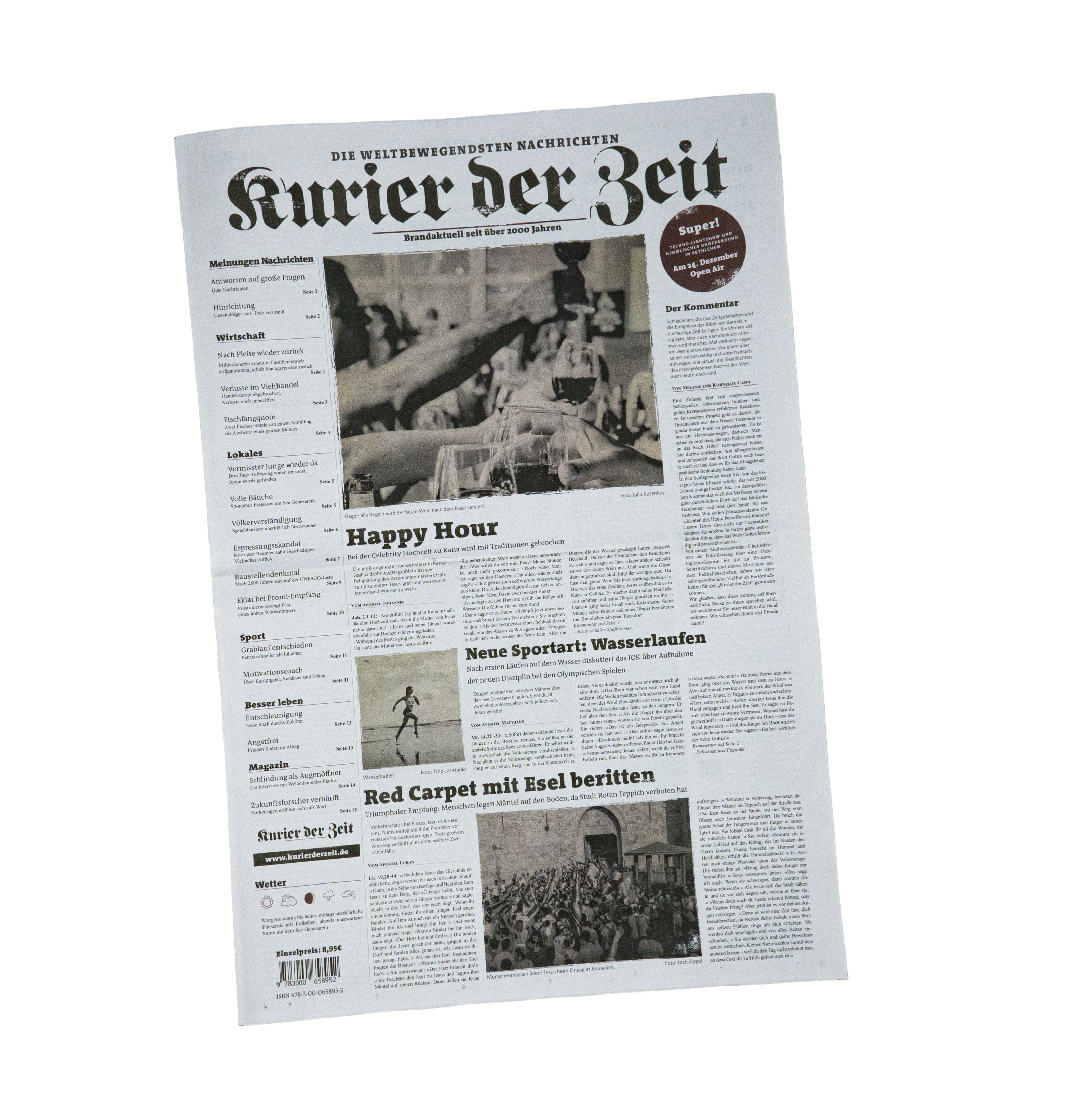
Kurier der Zeit – Produktfoto der Bibelzeitung

Der Kurier der Zeit ist die erste sogenannte ‚Bibelzeitung‘.

## Idee
Bibel im Tageszeitungsformat – welche Gemeinsamkeit haben die Bibel und die Printzeitung?
Die Evangelien sind geschichtlich gesehen Bücher, Dokumentationen in Form von Schriftstücken. Heute würde man diese Ereignisse in einer Tageszeitung lesen können. Die Briefe der Apostel und Evangelisten kann man aus heutiger Zeit komplett als Zeitung der damaligen Zeit sehen.

## Druck & Auflage
Der Kurier der Zeit ist eine 16-seitige Zeitung im Rheinischen Format (350 × 510 mm) auf 60,0 g/m² aufgebessertem Zeitungsdruckpapier.
Gedruckt wurde die Zeitung am 30. Juli 2020 auf der Rotationsmaschine im Pressehaus Stuttgart in einer Erstauflage von 10.000 Stück.
Seit dem 1. August 2020 ist der Kurier der Zeit käuflich zu erwerben.

## Verleger
Die Verleger sind der Geschäftsführer der Marketing Agentur COCUBU aus Ludwigsburg Kornelije Casni (ehemaliger leitender Angestellter der Kreiszeitung Böblinger Bote) und Melanie Casni (Sängerin und Gesangspädagogin). Das Verlegerehepaar arbeitet ohne Verlag auf Eigeninitiative, der Kurier der Zeit ist somit eine Eigenmarke der Firma COCUBU.